# Novodinia austini
Novodinia austini is een zeester uit de familie Brisingidae.
De wetenschappelijke naam van de soort werd, als Odinia austini, in 1909 gepubliceerd door René Koehler. De beschrijving was gebaseerd op één exemplaar dat was opgehaald van een diepte van 401 vadem (733 meter) op een positie van 6°31'N, 79°39'O in de Laccadivenzee, westelijk van Sri Lanka, tijdens een onderzoeksexpeditie met het Indische onderzoeksvaartuig Investigator (bemonsteringsstation 333). Koehler vernoemde de soort naar de zoöloog Austin Hobart Clark.